# Комарія (Грама Ніладхарі)
Грама Ніладхарі Комарія (№ W/88B/2) — Грама Ніладхарі підрозділу ОС Ухана, округ Ампара, Східна провінція, Шрі-Ланка.

## Демографія
| Населення (2007) | Населення (2007) | Населення (2007) | Населення (2007) | Населення (2007) |
| Населення        | Чоловіки         | Жінки            | Діти             | Дорослі          |
| ---------------- | ---------------- | ---------------- | ---------------- | ---------------- |
| 952              | 457              | 495              | 258              | 694              |